# برايان روبنسون
برايان روبنسون (1953 - ) هو لاعب كرة قدم كندي في مركز الوسط.

## وصلات خارجية
- برايان روبنسون على موقع ناشيونال فوتبول تيمز (الإنجليزية)
- برايان روبنسون على موقع عالم كرة القدم.نت (الإنجليزية)